# P&Gパンテーンドラマスペシャル
P&Gパンテーンドラマスペシャルは、2003年から2008年にフジテレビで、2010年からBSフジで放送されている日本のテレビドラマの特別番組。
フジテレビで放送されていた2008年度までは、放送日が毎年2月11日（土曜日・日曜日に当たる場合は変更）に固定されていた。

## 概要
P&G「パンテーン」の単独協賛により、フジテレビヤングシナリオ大賞出身のシナリオライターが脚本を担当する。
パンテーンは女性用ヘアケア用品のブランドであることから、ドラマの主演は髪の長い若手女優が務め（例外として『かるた小町』では、髪の長い夏帆と共に、髪の短い南沢奈央も主演扱いにされた）、特別版（ドラマのメイキング映像が織り込まれている）のパンテーンCMが放送される。また主演女優は、後にパンテーンのCMキャラクターに正式起用されることが慣例（CM起用順とドラマ起用順とは不同）となっている。
ローカルセールス枠での放送のため、開始当初はフジテレビのみでの放送だったが、2007年以降は関西テレビ（同時ネット）、東海テレビ（遅れネット）でも放送された。
DVDソフトは、『笑顔セラピー』から『永遠の1.8秒』までが2008年3月19日に、『かるた小町』が同8月29日にポニーキャニオンより発売された。
2009年は放送されなかったが、2010年3月には地上波からBSフジに移して再スタートした。放送に先立って「パンテーンドラマスペシャル名作選」として過去に制作された4作品が放送された。

## 歴代の作品
- 2003年『笑顔セラピー』（主演：水川あさみ）
  - 脚本：中村直美
  - プロデュース：下山潤（イースト）、宮本理江子（フジテレビ）
  - 演出：宮本理江子
- 2004年『冬空に月は輝く』（主演：綾瀬はるか）※関西テレビでも放送。
  - 脚本：安達奈緒子
  - プロデュース：関谷正征（フジテレビ）、下山潤（イースト）
  - 演出：松山博昭（フジテレビ）
- 2005年『音のない青空』（主演：西原亜希、上野なつひ）
  - 脚本：大島里美
  - プロデュース：関谷正征（フジテレビ）
  - 演出：成田岳（フジテレビ）
- 2006年『トゥルーラブ』（主演：新垣結衣）※編成の都合（2月11日が土曜日）のため、1月9日の放送。
  - 脚本：古家和尚
  - プロデュース：東康之（フジテレビ）
  - 演出：水田成英（FCC）
- 2007年『永遠の1.8秒』（主演：成海璃子）※編成の都合（2月11日が日曜日）のため、2月12日の放送。関西テレビで同時ネット。東海テレビで遅れネット（2月22日14:05 - ）。
  - 脚本：清水達也、山本あかり
  - プロデュース：瀧山麻土香、三田真奈美（フジテレビ）
  - 演出：加藤裕将
- 2008年『かるた小町』（主演：夏帆、南沢奈央）※関西テレビで同時ネット。東海テレビで遅れネット（2月18日14:05-）
  - 脚本：栗原鞠記
  - プロデュース：関谷正征（フジテレビ）
  - 演出：川村泰祐
- 2010年『初恋クロニクル』（主演：川口春奈）※BSフジで3月13日放送。
  - 脚本：秋山竜平
  - プロデュース：関谷正征（フジテレビ）
  - 演出：加藤裕将（フジテレビ）
- 2011年『フォルティッシモ〜また逢う日のために〜』（主演：藤澤恵麻）※BSフジで9月24日放送。
  - 脚本：武井彩
  - 企画：中島寛朗（BSフジ）
  - プロデュース：関口静夫（共同テレビ）
  - 演出：木下高男